# (863) Benkoela
(863) Benkoela – planetoida należąca do zewnętrznej części pasa głównego asteroid okrążająca Słońce w ciągu 5 lat i 267 dni w średniej odległości 3,2 au. Została odkryta 9 lutego 1917 roku w Landessternwarte Heidelberg-Königstuhl w Heidelbergu przez Maxa Wolfa. Nazwa pochodzi od Benkoeli, prowincji w Indonezji. Przed nadaniem nazwy planetoida nosiła oznaczenie tymczasowe (863) 1917 BH.